# ديان كرافيتش
ديان كرافيتش (بالإنجليزية: Dejan Kravić)‏ مواليد 9 سبتمبر 1990 في موستار، جمهورية البوسنة والهرسك الاشتراكية، هو لاعب كرة سلة كندي. بدأ مسيرته الاحترافية في سنة 2014. يلعب في الدوري اليوناني لكرة السلة كلاعب وسط. يحمل الرقم 32. يبلغ طوله 7 قدم 0 بوصة (2.1 م). لعب مع نادي دين بوش لكرة السلة في الدوري الهولندي لكرة السلة.

## روابط خارجية
- ديان كرافيتش على موقع الدوري الإسباني لكرة السلة (الإسبانية)
- ديان كرافيتش على موقع كرة السلة الأوروبية.كوم (الإنجليزية)
- ديان كرافيتش على موقع كلية كرة السلة في سبورتس رفرنس.كوم (الإنجليزية)
- ديان كرافيتش على موقع ريلجم (الإنجليزية)
- ديان كرافيتش على موقع بروبوليرز (الإنجليزية)
- ديان كرافيتش على موقع سبورتس رفرنس (الإنجليزية)